# John Barrymore
John Barrymore (n. 15 februarie 1882, Pennsylvania, SUA – d. 29 mai 1942, Los Angeles, California, SUA) a fost un actor american de teatru, film și de radio.

## Filmografie
| Film                               | An   | Rol                                   | Note |
| ---------------------------------- | ---- | ------------------------------------- | --- |
| Dream of a Motion Picture Director | 1912 | Boss                                  | Film pierdut; 1 rolă. Menționat ca "Jack Barrymore", probabil este John Barrymore, deși Norden notează că „s-ar putea să nu știm niciodată cu siguranță dacă ... [aceste filme] sunt de fapt filme cu Barrymore".                            |
| The Widow Casey's Return           | 1912 | Sullivan                              | Film pierdut; 1 rolă. Menționat ca "Jack Barrymore", probabil este John Barrymore, deși Norden notează că „s-ar putea să nu știm niciodată cu siguranță dacă ... [aceste filme] sunt de fapt filme cu Barrymore".                            |
| A Prize Package                    | 1912 | Si Hawkins                            | Film pierdut; 1 rolă. Menționat ca "Jack Barrymore", probabil este John Barrymore, deși Norden notează că „s-ar putea să nu știm niciodată cu siguranță dacă ... [aceste filme] sunt de fapt filme cu Barrymore".                            |
| One on Romance                     | 1913 | Helen's Father                        | Film pierdut; pe o rolă care conține două filme. Menționat ca "Jack Barrymore", probabil este John Barrymore, deși Norden notează că „s-ar putea să nu știm niciodată cu siguranță dacă ... [aceste filme] sunt de fapt filme cu Barrymore". |
| An American Citizen                | 1914 | Beresford Kruger                      | Film pierdut |
| The Man from Mexico                | 1914 | Fitzhugh                              | Film pierdut |
| Are You a Mason?                   | 1915 | Frank Perry                           | Film pierdut |
| The Dictator                       | 1915 | Brooke Travers                        | Film pierdut |
| The Incorrigible Dukane            | 1915 | James Dukane                          | |
| Nearly a King                      | 1916 | Jack Merriwell, Prince of Bulwana     | Film pierdut |
| The Lost Bridegroom                | 1916 | Bertie Joyce                          | Film pierdut |
| The Red Widow                      | 1916 | Cicero Hannibal Butts                 | Film pierdut |
| Raffles, the Amateur Cracksman     | 1917 | A. J. Raffles                         | |
| National Red Cross Pageant         | 1917 | Tyrant                                | Film pierdut |
| On the Quiet                       | 1918 | Robert Ridgeway                       | Film pierdut |
| Here Comes the Bride               | 1919 | Frederick Tile                        | Film pierdut |
| The Test of Honor                  | 1919 | Martin Wingrave                       | Film pierdut |
| Dr. Jekyll și Mr. Hyde             | 1920 | Dr. Henry Jekyll/Mr. Edward Hyde      | |
| The Lotus Eater                    | 1921 | Jacques Leroi                         | Film pierdut |
| Sherlock Holmes                    | 1922 | Sherlock Holmes                       | |
| Beau Brummel                       | 1924 | Gordon Bryon "Beau" Brummell          | |
| The Sea Beast                      | 1926 | Captain Ahab Ceeley                   | |
| Don Juan                           | 1926 | Don Jose de Marana/Don Juan de Marana | |
| When a Man Loves                   | 1927 | Chevalier Fabien des Grieux           | |
| The Beloved Rogue                  | 1927 | François Villon                       | |
| Furtună                            | 1928 | Sgt. Ivan Markov                      | |
| Eternal Love                       | 1929 | Marcus Paltran                        | |
| The Show of Shows                  | 1929 | Richard, Duke of Gloucester           | în Henry VI, Part 3 |
| General Crack                      | 1930 | Duke of Kurland/Prince Christian      | |
| The Man from Blankley's            | 1930 | Lord Strathpeffer                     | Film pierdut |
| Moby Dick                          | 1930 | Captain Ahab Ceely                    | |
| Svengali                           | 1931 | Svengali                              | |
| The Mad Genius                     | 1931 | Ivan Tsarakov                         | |
| Arsène Lupin                       | 1932 | Arsène Lupin                          | |
| Grand Hotel                        | 1932 | The Baron                             | Grand Hotel a fost adăugat în National Film Registry în 2007. |
| State's Attorney                   | 1932 | Tom Cardigan                          | |
| A Bill of Divorcement              | 1932 | Hilary Fairfield                      | |
| Rasputin and the Empress           | 1932 | Prince Paul Chegodieff                | |
| Topaze                             | 1933 | Prof. Auguste A. Topaze               | A câștigat premiul National Board of Review din 1933 pentru cel mai bun film. |
| Reunion in Vienna                  | 1933 | Archduke Rudolf von Habsburg          | |
| Dinner at Eight                    | 1933 | Larry Renault                         | |
| Night Flight                       | 1933 | A. Riviére                            | |
| Counsellor at Law                  | 1933 | George Simon                          | |
| Long Lost Father                   | 1934 | Carl Bellairs                         | |
| Twentieth Century                  | 1934 | Oscar Jaffe                           | Twentieth Century a fost introdus în National Film Registry în 2011. |
| Romeo and Juliet                   | 1936 | Mercutio                              | |
| Maytime                            | 1937 | Nicolai Nazaroff                      | |
| Bulldog Drummond Comes Back        | 1937 | Colonel Neilson                       | |
| Night Club Scandal                 | 1937 | Dr. Ernest Tindal                     | |
| Bulldog Drummond's Revenge         | 1937 | Colonel Neilson                       | |
| True Confession                    | 1937 | Charles "Charley" Jasper              | |
| Bulldog Drummond's Peril           | 1938 | Colonel Neilson                       | |
| Romance in the Dark                | 1938 | Zoltan Jason                          | |
| Marie Antoinette                   | 1938 | King Louis XV                         | |
| Spawn of the North                 | 1938 | Windy Turlon                          | |
| Hold That Co-ed                    | 1938 | Governor Gabby Harrigan               | |
| The Great Man Votes                | 1939 | Gregory Vance                         | |
| Midnight                           | 1939 | Georges Flammarion                    | Midnight a fost introdus în National Film Registry în 2013. |
| The Great Profile                  | 1940 | Evans Garrick                         | |
| Femeia invizibilă                  | 1940 | Professor Gibbs                       | |
| World Premiere                     | 1941 | Duncan DeGrasse                       | |
| Playmates                          | 1941 | John Barrymore                        | Ultimul său rol de film |